# Comamonadaceae
Die Comamonadaceae sind eine Bakterien-Familie, die zur Ordnung der Burkholderiales gehört.

## Merkmale
Fast alle Vertreter der Comamonadaceae sind aerob und chemoorganotroph. Die meisten Arten sind durch den Besitz von Flagellen beweglich. Es kann sich um ein einzelnes Flagellum handeln, wie z. B. bei Arten von Acidovorax und Hydrogenophaga, auch Arten mit Büschel von Flagellen (polytrich) sind vorhanden. Beispiele für Büschel, die entweder an beiden polaren Enden (polytrich-bipolar) oder nur an einem Ende (polytrich-monopolar) auftreten sind Delftia acidovorans und Arten von Comimonas. Variovorax ist peritrich (gleichmäßig verstreut) begeißelt. Brachymonas besitzt keine Flagellen.
Die Zellmorphologie ist meist stäbchenförmig, es kommen aber auch Arten mit gekrümmten Stäbchen vor. Auch Arten mit spirillenförmigen Zellen sind in dieser Familie vorhanden, wie z. B. Arten von Comamonas. Die Gram-Färbung fällt negativ aus.

## Stoffwechsel
In der Familie der Comamonadaceae ist eine Vielfalt von Stoffwechselwegen anzutreffen. Der Stoffwechsel ist meist chemoorganoheterotroph. Der terminale Elektronenakzeptor ist Sauerstoff (Atmung). Allerdings sind auch anaerobe Denitrifikatoren, photoautotrophe und photoheterotrophe Arten vorhanden. Auch fermentative Vertreter sind anzutreffen. So kann Brachymonas denitrificans wenn kein Sauerstoff vorhanden ist, also unter anaeroben Bedingungen, Nitrat als Akzeptor nutzen (Denitrifikation, auch als Nitratatmung bezeichnet). So wurde Curvibacter bei einer Untersuchung im anaeroben Belebtschlamm identifiziert. Unter anaeroben Bedingungen reduzieren hier Curvibacter und andere denitrifizierenden Bakterien Nitrat bzw. Nitrit zu gasförmigen Formen wie Stickstoffdioxid (N2H) und Distickstoffgas (N2. Andere Beispiele der Nitratatmung sind Vertreter von Hydrogenophaga, wie z. B. die stäbchenförmige Art H. bisanensis.
Die Art Acidovorax facilis kann auch chemolithoautotroph wachsen, sie nutzt hierbei molekularen Wasserstoff (H2) als Energiequelle und Kohlendioxid als Kohlenstoffquelle. Diese Art wurde zuerst von Albert Schatz im Jahr 1952 beschrieben und unter den Namen Hydrogenomonas facilis geführt, wobei der Gattungsname Hydrogenomonas auf die Besonderheit der Oxidation von Wasserstoff zur Energiegewinnung hinweist (Hydrogenium ist der lateinische Name für Wasserstoff). Später wurde die Art zu der Gattung Pseudomonas gestellt und im Jahre 1990 dann von A. Willems in die Gattung Acidovorax transferiert.
Auch einige Arten von Hydrogenophaga sind chemolithoautotroph und können Wasserstoff oxidieren. Hierzu kann CO2 und auch Kohlenmonoxid (CO) als Kohlenstoffquelle dienen. H. pseudoflava ist hierbei auch für die Biotechnologie von Interesse, um z. B. bei der Produktion von Chemikalien entstehende Abgase nachhaltig zu nutzen. Andere Arten der Gattung oxidieren Thiosulfat zu Sulfat, sie zählen zu den schwefeloxidierenden Bakterien, auch Sulfurikanten genannt. Einige Stämme von H. pseudoflava können molekularen Stickstoff (N2) fixieren.
Einige Arten von Delftia sind in der Lage Polymere wie Polyurethane (PU) abbauen und sind somit von Interesse für den Umgang mit Mikroplastik.

## Systematik
Gattungen der Familie sind (Stand: 3. Januar 2024):
- Acidovorax
  - Acidovorax delafieldii (Davis 1970) Willems et al. 1990
  - Acidovorax radicis Li et al. 2011
- Alicycliphilus
- Aquabacterium
- Brachymonas
- Caenimonas
- Caldimonas
- Comamonas
- Curvibacter
- Delftia
- Diaphorobacter
- Giesbergeria
- Hydrogenophaga
- Hylemonella
- Lampropedia
- Limnohabitans
- Macromonas
- Malikia
- Mitsuaria
- Ottowia
- Polaromonas
- Pseudacidovorax
- Pseudorhodoferax
- Ramlibacter
- Rhodoferax
- Roseateles (nach der LPSN inklusive der Synonyme Kinneretia und Pelomonas)
- Schlegelella
- Simplicispira
- Variovorax
- Verminephrobacter
- Xenophilus

Die Genome Taxonomy Database (GTDB) führt die Familie unter der provisorischen Bezeichnung Burkholderiaceae_B.
Die Kandidatengattung „Eleftheria“ (mit „E. terrae“) gehört nach den Autoren Losee L. Ling (2015) einer dort „Aquabacteria“ genannten Klade an, die sich inhaltlich mit Burkholderiaceae_B bzw. Comamonadaceae deckt und Aquabacterium commune beinhaltet. Somit wäre „Eleftheria“ ebenfalls ein Mitglied der Familie.
Verschiebungen:
- Candidatus Symbiobacter → Betaproteobacteria incertae sedis (nach der LPSN; in der NCBI-Taxonomie und der GTDB weiterhin zu den Comamonadaceae alias Burkholderiaceae_B,[12])